# Ramularia atropae
Ramularia atropae är en svampart som beskrevs av Allesch. 1892. Ramularia atropae ingår i släktet Ramularia och familjen Mycosphaerellaceae.   Inga underarter finns listade i Catalogue of Life.